# Större skuggspindel
Större skuggspindel (Nuctenea umbratica) är en spindel som tillhör familjen hjulspindlar som förekommer i Europa och i vissa områden i Nordafrika och Asien. Det kan hittas till exempel på gamla träd men också omkring hus, skjul och andra byggnader där den ofta gömmer sig i sprickor och springor. Ett annat namn som ibland kan användas om skuggspindeln är radhusspindel.

## Kännetecken
Större skuggspindel har en jämförelsevis bred och platt kropp. Honan vara upp till 15 millimeter lång, hanen är mindre och blir bara omkring 8 millimeter lång. Kroppen är mörk rödbrunaktig till gråbrunaktig eller svart. På bakkroppens sidor finns ett ljusare och fläckigt mönster. Vissa individer kan dock vara närmast helt svarta. På bakkroppens undersida finns två större ljusa och lite gulaktiga fläckar. Spindeln har åtta ögon och korta och kraftiga chelicerer (käkar). Benen är medellånga och kraftiga.

## Levnadssätt
Större skuggspindeln är nattaktiv och bygger framåt kvällen ett hjulnät för att fånga flygande insekter. Nätet kan vara så stort som upp till 70 centimeter i diameter. Från nätet går en signaltråd till spindelns gömställe. Bara efter skymningen sitter spindeln i nätet. 

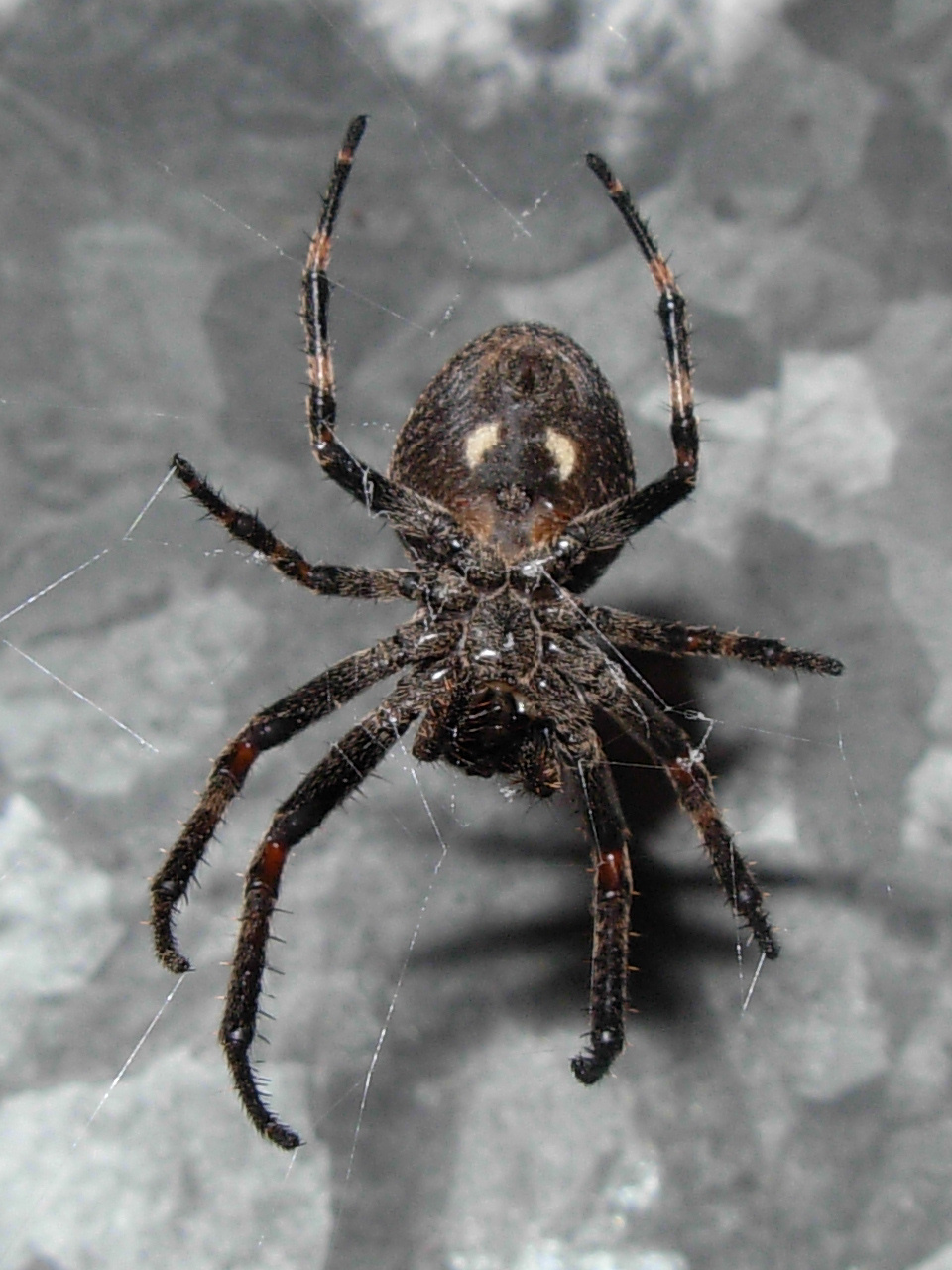
Undersidans två ljusa fläckar.
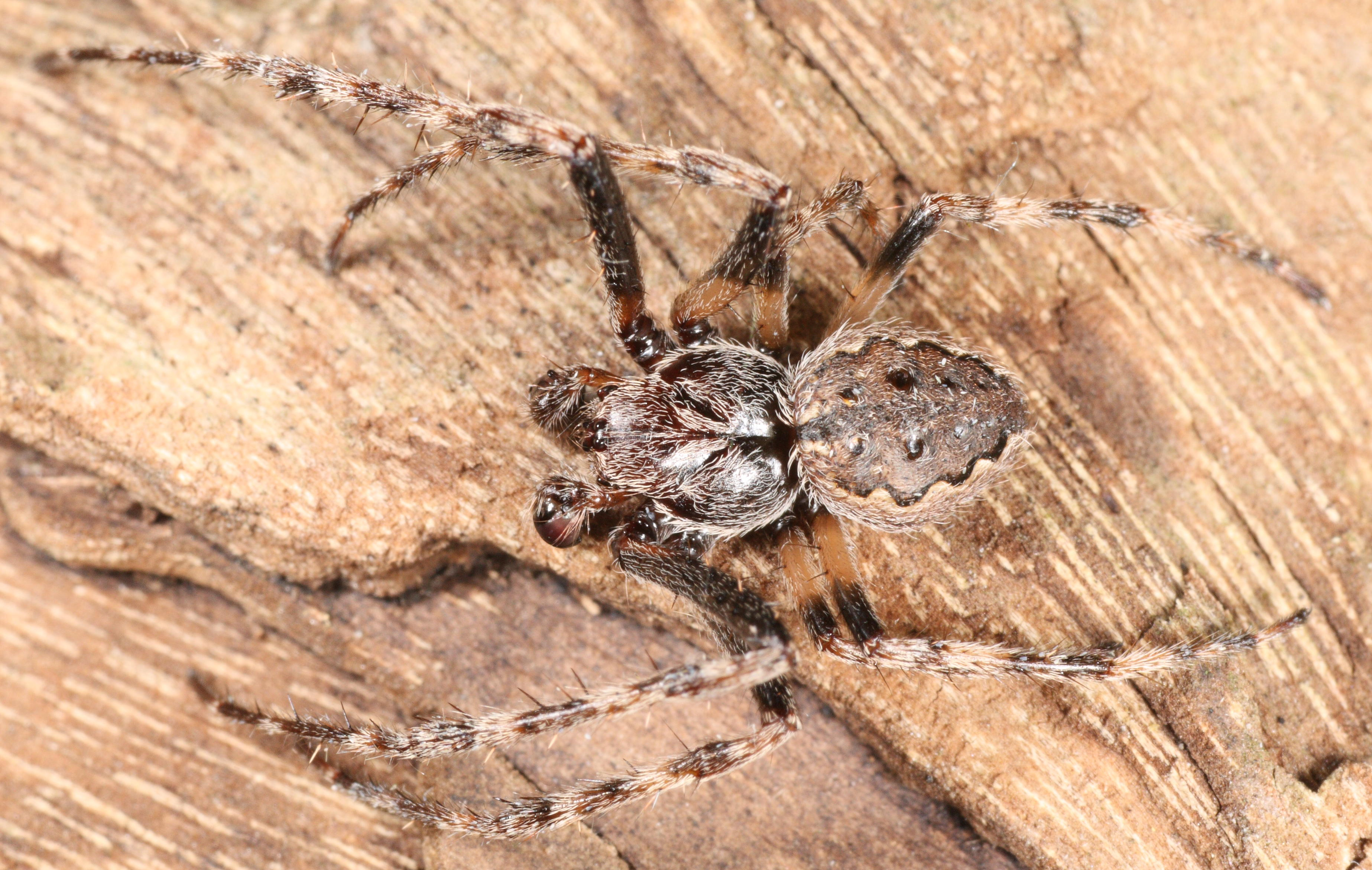
Hane